# Garoupa
Garoupa, cherne, mero, marelaço, galinha-do-mar ou piracuca são nomes vulgares de várias espécies de peixes da família dos epinefelídeos (Epinephelinae), ordem dos Perciformes. Em Portugal, o nome cherne é utilizado exclusivamente para a espécie Polyprion americanus.
Ainda que semelhantes quanto à sua fisionomia, hábitos alimentares e comportamentos reprodutivos, estas espécies são diferentes entre si, não devendo ser confundidas como se do mesmo peixe se tratasse.
No Brasil, chama-se serra-garoupa ou corta-garoupa a uma espécie de tubarão e moré-garoupa ou peixe-capim a uma espécie de góbio. Em Cabo Verde chama-se garoupa-de-madeira a uma espécie de peixe-escorpião, conhecida em Portugal como cantarilho-legítimo. Em Angola, chama-se garoupa à espécie Centrarchops chapini da família Dinopercidae.
A palavra portuguesa garoupa vem provavelmente de uma língua indígena da América do Sul. A palavra grouper em inglês (plural groupers), que designa esses peixes, vem de garoupa e não é um derivado da palavra group "grupo".
As garoupas são peixes muito apreciados na culinária, devido à sua carne branca. Têm grande importância para a pesca e algumas espécies são inclusivamente criadas em instalações apropriadas, em zonas costeiras.
São habitantes dos oceanos tropicais, sub-tropicais e temperados, vivendo geralmente em fundos coralinos ou rochosos, onde têm o hábito de se esconderem. São predadores activos - a maior parte tem uma boca grande e dentes aguçados, por vezes, mesmo no céu-da-boca. Algumas espécies atingem tamanhos enormes - até 2,40 metros e mais de 300 quilogramas de peso. Muitas têm cores brilhantes e padrões de coloração muito especiais.
As garoupas são hermafroditas sequenciais do tipo protogínico (nos primeiros estados de maturação sexual são fêmeas e, mais tarde, convertem-se em machos). Produzem grandes quantidades de ovos planctónicos; as larvas são igualmente pelágicas. Durante a metamorfose para juvenis têm de encontrar um território adequado, uma vez que os adultos são demersais.
A garoupa-verdadeira, piracuca ou garoupa-crioula (Epinephelus marginatus) é representada no verso da cédula brasileira de 100 reais.